# Mike Rossman

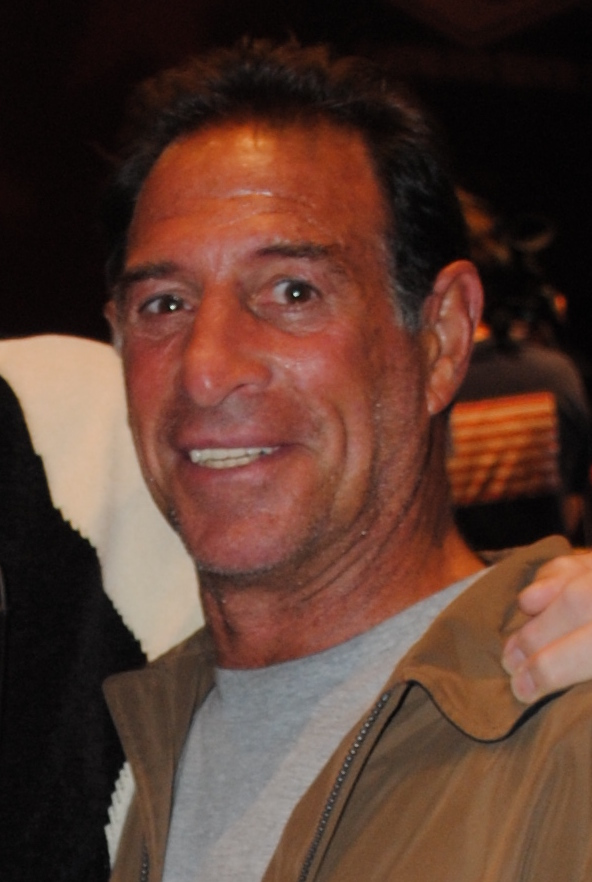
Mike Rossman, 2012

Mike Rossman (* 1. Juli 1955 in Philadelphia, Pennsylvania) ist ein ehemaliger US-amerikanischer Boxer und Weltmeister der WBA im Halbschwergewicht.

## Profi
Am 15. September im Jahre 1978 boxte Rossman gegen den Argentinier Víctor Galíndez um den WBA-Weltmeistertitel in einem auf 15 Runden angesetzten Kampf und besiegte ihn durch technischen Knockout in der 13. Runde. Er verteidigte diesen Gürtel im Dezember desselben Jahres gegen Aldo Traversaro und verlor ihn im Rückkampf gegen Galíndez im April des darauffolgenden Jahres.